# 约瑟夫·魏德迈
约瑟夫·阿诺德·魏德迈（英語：Joseph Arnold Weydemeyer；1818年2月2日—1866年8月26日）是普鲁士王国和美国的一名軍官，也是一名新聞工作者、政治人物和马克思主义革命家。

## 生平
约瑟夫·魏德迈生于普鲁士威斯特法伦省一個官吏家庭。後來前往柏林的一個軍事學院就讀。1839年毕业后到驻明登的军队服役，期間受到卡尔·马克思主编的《莱茵报》影响。1844年，约瑟夫·魏德迈在巴黎结识了卡尔·马克思。1845年，约瑟夫·魏德迈離開軍隊，擔任《特利尔报》（Trierische Zeitung）副主编。1846年前往布鲁塞尔，加入共产主义通讯委员会，而且開始放棄真正的社会主义轉而支持卡尔·马克思和弗里德里希·恩格斯。之後又加入共产主义者同盟，擔任共产主义者同盟法兰克福区部委员会主席。1848年欧洲革命期间，他參與了德意志1848年革命。之後擔任《新德意志报》副主编，繼續宣传卡尔·马克思和弗里德里希·恩格斯的思想，而且還給卡尔·马克思一家提供經濟支持。1851年，约瑟夫·魏德迈流亡美国。约瑟夫·魏德迈在美国期間繼續宣传马克思主义。1852年，他创办了美国第一个马克思主义刊物《革命》（Die Revolution）。马克思的路易·波拿巴的雾月十八日就發表在《革命》上。 
1852年夏，约瑟夫·魏德迈在纽约建立了共产主义者同盟支部，同年创建了美国第一个马克思主义团体——无产者同盟。1853年，創建美国工人联盟。约瑟夫·魏德迈還參加了南北战争，他為联邦军效力，而且因為战功晋升为上校。1864年第一国际成立后，约瑟夫·魏德迈在纽约、芝加哥等地建立起第一国际的支部。1865年7月，约瑟夫·魏德迈復員離開陸軍。1865年后，任《新时代》杂志主编。1866年8月20日因霍亂在圣路易斯病逝。